# Leptonychia bampsii
Leptonychia bampsii är en malvaväxtart som beskrevs av Germain. Leptonychia bampsii ingår i släktet Leptonychia och familjen malvaväxter. Utöver nominatformen finns också underarten L. b. ituriensis.